# Literaturstipendium
Ein Literaturstipendium ist ein Stipendium, das heißt, eine finanzielle Zuwendung, die als Förderung an Autoren vergeben wird. Dabei steht im Mittelpunkt des Interesses, Literatur zu fördern, also Schriftstellern die Möglichkeit zu geben, sich möglichst ohne finanzielle Sorgen eine Zeit lang der Verfassung literarischer Werke oder eines bestimmten literarischen Werkes zu widmen.
Literaturstipendien werden meistens von öffentlichen Stellen, wie Regierungen, Kulturministerien oder Gemeindeverwaltungen vergeben, in manchen Fällen aber auch von privaten Organisationen, wie etwa dem Literarischen Colloquium Berlin. Insbesondere Städte und Gemeinden vergeben Literaturstipendien oft in Form von Aufenthaltsstipendien (Stichwort Stadtschreiber).
Die Vergabe von Literaturstipendien erfolgt normalerweise über ein Bewerbungsverfahren. Die Autoren müssen entsprechend den an sie gestellten Anforderungen Bewerbungsmaterial einreichen, über das eine Jury urteilt, um das Stipendium zu vergeben. Das Bewerbungsmaterial setzt sich üblicherweise aus persönlichen Daten, Angaben zu den bisherigen Veröffentlichungen, einer Beschreibung des zu fördernden literarischen Projektes sowie Probetexten zusammen.

## Stipendienarten
Je nach Träger können unterschiedliche literarische Genres oder Gattung (Poesie/Literatur)en gefördert werden. Während beispielsweise das Literarische Colloquium Berlin Romane fördert, richtet sich das österreichische Dramatikerstipendium ausschließlich an Theaterautoren. Reisestipendium sind an die Durchführung einer Reise geknüpft, die der Recherche und Ausarbeitung von literarischen Texten dienen soll.
Öffentliche Stellen, insbesondere Kulturministerien, stellen oft eine ganze Reihe unterschiedlicher Literaturstipendien bereit. Die österreichische Bundesregierung bietet etwa ein ganzjähriges Staatsstipendium für Autoren, die noch keine eigenständige Buchveröffentlichung vorweisen können, ein ganzjähriges Arbeitsstipendium, kurzfristige Werkstipendien und Reisestipendien, ein Rom-Stipendium, das mit einem Rom-Aufenthalt des geförderten Autors verbunden ist, ein halbjähriges Dramatikerstipendium, das dreijährige Robert-Musil-Stipendium für literarische Großprojekte und das Mira-Lobe-Stipendium für Kinder- und Jugendliteratur.